# Neotoma devia
Neotoma devia és una espècie de mamífer rosegador de la família dels cricètids. Viu a altituds de fins a 2.200 msnm a Mèxic i els Estats Units. El seu hàbitat natural són els afloraments rocosos i les bases dels penya-segats situats al voltant del riu Colorado i els seus afluents. És una espècie en risc mínim, és a dir, no sembla que hi hagi cap amenaça significativa per a la seva supervivència. El seu nom específic, devia, significa ‘retorçada’ en llatí.